# Shockers de Wichita State
Les Shockers de Wichita State (en anglais : Wichita State Shockers) sont un club omnisports universitaire qui se réfère aux 16 équipes sportives tant féminines que masculines représentant l'université d'État de Wichita située à Wichita dans l'État du Kansas aux États-Unis.
Les équipes des Shockers participent aux compétitions universitaires organisées par la National Collegiate Athletic Association et sa Division I, dès 1949 au sein de de la Missouri Valley Conference et depuis 2017 au sein de l'American Conference.
Les Shockers ne possèdent plus d'équipe de football américain depuis 1986. Wichita State est l'une des deux seules universités membres à part entière d'une conférence de la Division I ne possédant plus de programme de football américain au même titre que les Antelopes de Grand Canyon, membre depuis 2025 de la Mountain West Conference. et que les Bulldogs de Gonzaga lorsqu'ils rejoindront la Pacific-12 Conference en 2026.
Les couleurs officielles de l'université sont le jaune  et le noir 

## Sports représentés
| Hommes (7)                                  | Femmes (9)      |
| ------------------------------------------- | --------------- |
| Athlétisme (2)†                             | Athlétisme (2)† |
| Baseball                                    | Basketball      |
| Basketball                                  | Bowling         |
| Cross country                               | Cross country   |
| Golf                                        | Golf            |
| Tennis                                      | Softball        |
|                                             | Tennis          |
|                                             | Volley-ball     |
| † – Athlétisme en salle et/ou en plein air. |                 |

## Origine du surnom
Le surnom nom des équipes sportives et des étudiants de Wichita State est Shockers. Ce nom reflète l'héritage de l'université : les premiers étudiants gagnaient de l'argent en choquant, ou récoltant, le blé dans les champs voisins. Les premiers matchs de football américain se jouaient sur un champ de blé en chaume.
Les membres du club d'entraînement étaient alors surnommés les Wheaties. La tradition veut qu'en 1904, R.J. Kirk, étudiant et entraîneur de football américain, ait inventé le surnom de Wheatshockers . Bien que ce surnom n'ait jamais été officiellement adopté par l'université, il a perduré et a survécu jusqu'à son raccourcissement en Shockers. Jusqu'en 1948, l'université utilisait une gerbe de blé anonyme comme symbole.

## Mascotte
La mascotte WuShock est née lorsque Wilbur Elsea, élève de première année, a remporté le concours de la société honorifique Kappa Pi pour créer une mascotte symbolisant l'esprit de l'école. Celui-ci n'ayant pas de nom, le numéro du 7 octobre 1948 du journal étudiant The Sunflower a publié une publicité invitant les étudiants à proposer des noms pour la nouvelle mascotte de l'école. Le nom gagnant a été « WuShock ».
Pendant les années 1980, WuShock a brièvement eu un acolyte nommé WeeShock, qui a été introduit dans le but de rendre la mascotte plus attrayante pour les enfants..
En 1998, le WuShock, aussi appelé « Wu » a fêté ses 50 ans en se relookant, avec un physique plus musclé et une attitude plus affirmée. Le costume de la mascotte a également évolué au fil des ans. Suite à cette refonte, un nouveau costume a été introduit à l'automne 1998. À l'automne 1999, la tête du nouveau costume a subi une nouvelle refonte, après que plusieurs supporters ont suggéré que la mascotte avait besoin d'un look plus intimidant. En 2006, il a été décidé de moderniser le costume de Wu. De l'avis général, beaucoup souhaitaient que le costume reflète plus fidèlement la représentation de Wu dans le logo de l'école. Le nouveau WuShock peut désormais courir, sauter et monter les escaliers sans aide. De nombreux responsables estiment qu'une mascotte plus professionnelle et intimidante sur le terrain renforcerait certainement l'image de WSU.

## Football américain

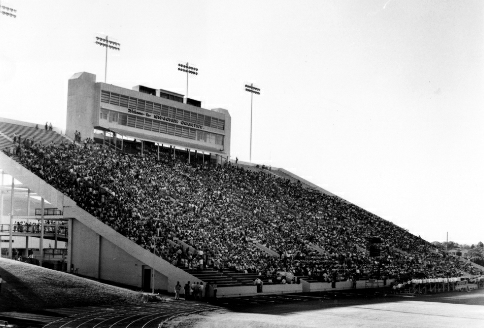
Cessna Stadium en 1978.

C'est en 1897 que Wichita State, dénommée à l'époque Fairmount College, dispute son premier match de football américain. En 1905, la Coleman Company installe un éclairage au gaz pour un match nocturne contre le Cooper College (en) (aujourd'hui Sterling College), devenant le premier match de football américain nocturne à se jouer à l'ouest du Mississippi.. La même année, un match expérimental a lieu contre le Washburn College (aujourd'hui Washburn University).
Trois nouvelles règles y ont été instaurées : 
- augmentation de la distance de premier essai requise de 5 à 10 yards ;
- autorisation des passes en avant (suggestion du président Theodore Roosevelt) ;
- variation des points (4/5/6) pour un field goal en fonction de la distance[5].

L'école a interrompu son programme de football américain après la saison 1986 en raison de dettes financières, de violations des règles de recrutement de la NCAA et du vote des étudiants de l'université contre l'augmentation des frais de scolarité pour financer les dépenses liées au football américain. Elle ne s'était jamais complètement remise de la perte de 16 titulaires, de son directeur sportif, de son entraîneur principal et de nombreuses autres personnes essentielles au programme dans un accident d'avion survenu en 1970 (voir ci-dessous).
L'entraîneur de la NFL, Bill Parcells, a été linebacker à Wichita State en 1962 et 1963 avant de devenir assistant diplômé en 1964. L'université a également été la première école de Division I à embaucher un entraîneur principal noir dans le football universitaire, Willie Jeffries (en), en 1979,.
Le 2 octobre 1970, un avion transportant des joueurs et des membres du personnel de l'équipe de football américain de Wichita State a décollé d'un aéroport du Colorado après un ravitaillement en carburant à destination de Logan dans l'Utah, pour un match contre les Aggies d'Utah State. Il a volé dans une vallée de montagne trop étroite pour lui permettre de faire demi-tour et s'est écrasé sur le flanc d'une montagne, tuant 31 des 40 joueurs, administrateurs et supporters près d'une station de ski à 40 milles (64,37376 km) de Denver.